# Enzo Ferrari
Enzo Anselmo Giuseppe Maria Ferrari OMRI (n. 18 februarie 1898, Modena, Italia – d. 14 august 1988, Modena, Italia) a fost un pilot de curse italian și antreprenor, fondatorul echipei de curse auto de Mare Premiu, Scuderia Ferrari, și, ulterior, al mărcii de automobile Ferrari.
De-a lungul timpului, acesta a primit multe porecle în presă și în mediul sportiv, precum „Il Cavaliere” (Cavalerul), „Il Commendatore” (Comandantul), „L’Ingegnere” (Inginerul), „Il Mago” (Magicianul), „Il Patriarca” (Patriarhul), „Il Grande Vecchio” (Marele Bătrân) sau „Il Drake” (Dracul). Aceasta din urmă se referă la celebrul corsar Francis Drake și a fost inventat de adversarii săi englezi după cel de-al Doilea Război Mondial, cu un amestec de acuzație și admirație, pentru capacitatea și determinarea lui Ferrari în urmărirea și captarea unor rezultate sportive cu mult mai mari decât mica sa companie, operând un management „dictatorial” al echipei sale și, uneori, plasându-se la limita impusă de reglementările tehnice.

## Copilăria
Enzo s-a născut pe 18 februarie 1898 la Modena, un oraș din nordul Italiei. Din cauza vremii nefavorabile, nașterea sa a fost înregistrată pe 20 februarie, deoarece o furtună puternică de zăpadă l-a împiedicat pe tatăl său să raporteze nașterea la oficiul de registratură local; în realitate, certificatul său de naștere arată că s-a născut la 20 februarie 1898, în timp ce înregistrarea nașterii a avut loc la 24 februarie 1898 și a fost raportată de moașă. A fost cel mai mic dintre cei doi copii ai lui Alfredo Ferrari și Adalgisa Bisbini, după fratele său mai mare Alfredo Junior (Dino). Alfredo Senior era fiul unui băcan din Carpi și a început un atelier de fabricare a pieselor metalice la casa familiei. Enzo a crescut cu puțină educație formală. La vârsta de 10 ani a asistat la victoria lui Felice Nazzaro la Circuito di Bologna din 1908, eveniment care l-a inspirat să devină pilot de curse. În timpul Primului Război Mondial a servit în Regimentul 3 Artilerie de Munte al Armatei Italiei. Tatăl său Alfredo și fratele său mai mare, Alfredo Jr., au murit în 1916, ca urmare a unui focar de gripă italiană pe scară largă. Ferrari s-a îmbolnăvit grav în timpul pandemiei de gripă din 1918 și, în consecință, a fost externat din serviciul italian.

## Cariera de curse

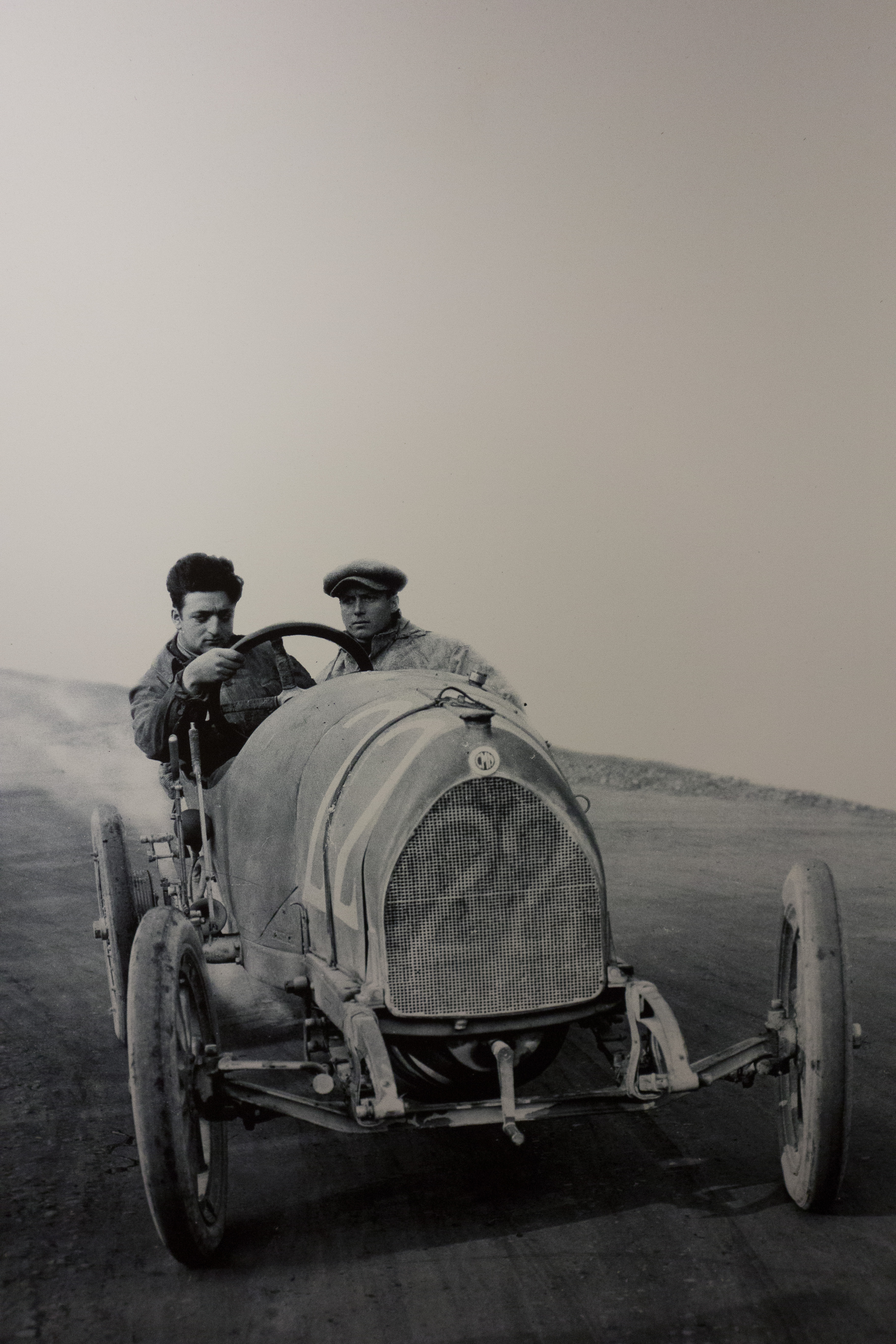
Ferrari alături de mecanicul său, Nino Beretta, în Targa Florio din 1919.

În urma prăbușirii afacerii de tâmplărie a familiei, Ferrari a început să-și caute un loc de muncă în industria auto. Și-a oferit, fără succes, serviciile către Fiat din Torino, mulțumindu-se în cele din urmă cu un loc de muncă ca șofer de testare pentru C.M.N. (Costruzioni Meccaniche Nazionali), un producător de automobile din Milano care a reconstruit caroserii uzate de camioane în mașini mici de pasageri. Ulterior, a fost promovat la pilot de curse și și-a făcut debutul competitiv în cursa de viteză în coastă Parma-Poggio di Berceto din 1919, acolo unde a terminat pe locul patru la categoria trei litri la volanul unui C.M.N. de 2,3 litri cu 4 cilindri. La 23 noiembrie din același an, a luat parte la Targa Florio, dar a trebuit să se retragă după ce rezervorul de combustibil al mașinii sale a avut o scurgere. Datorită numărului mare de retrageri, a terminat pe locul 9.
În 1920, Ferrari s-a alăturat departamentului de curse al Alfa Romeo ca pilot. Ferrari a câștigat primul său Mare Premiu în 1923, la Ravenna, pe circuitul Savio. 1924 a fost cel mai bun sezon al său, cu trei victorii, inclusiv Ravenna, Polesine și Coppa Acerbo de la Pescara. Profund șocat de moartea lui Ugo Sivocci în 1923 și a lui Antonio Ascari în 1925, Ferrari, după propria sa recunoaștere, a continuat să concureze cu jumătate de inimă. În același timp, a dezvoltat un gust pentru aspectele organizatorice ale curselor de Grand Prix. După nașterea fiului său Alfredo (Dino) în 1932, Ferrari a decis să se retragă și să se concentreze în schimb pe managementul și dezvoltarea mașinilor de curse Alfa din fabrică, în cele din urmă formând o echipă de piloți superstar, cu Giuseppe Campari și Tazio Nuvolari. Această echipă se numea Scuderia Ferrari (fondată de Enzo în 1929) și acționa ca o divizie de curse pentru Alfa Romeo. Echipa a avut mare succes, datorită mașinilor excelente precum Alfa Romeo P3 și piloților talentați, precum Nuvolari. Ferrari s-a retras din pilotaj competitiv după ce a participat la 41 de Mari Premii cu un palmares de 11 victorii.
În această perioadă, emblema calului cabrat a început să apară pe mașinile echipei sale. Emblema a fost creată și purtată de pilotul italian de avioane de luptă Francesco Baracca. În timpul Primului Război Mondial, mama lui Baracca i-a dăruit lui Ferrari un colier cu calul cabrat înainte de decolare. Baracca a fost doborât și ucis de un avion austriac în 1918. În amintirea morții sale, Ferrari a folosit calul cabrat pentru a crea emblema care avea să devină faimoasa emblemă Ferrari. Afișată inițial pe Alfa Romeo, emblema a fost văzută pentru prima dată pe un Ferrari în 1947.

## Scuderia Ferrari

### Construirea echipei

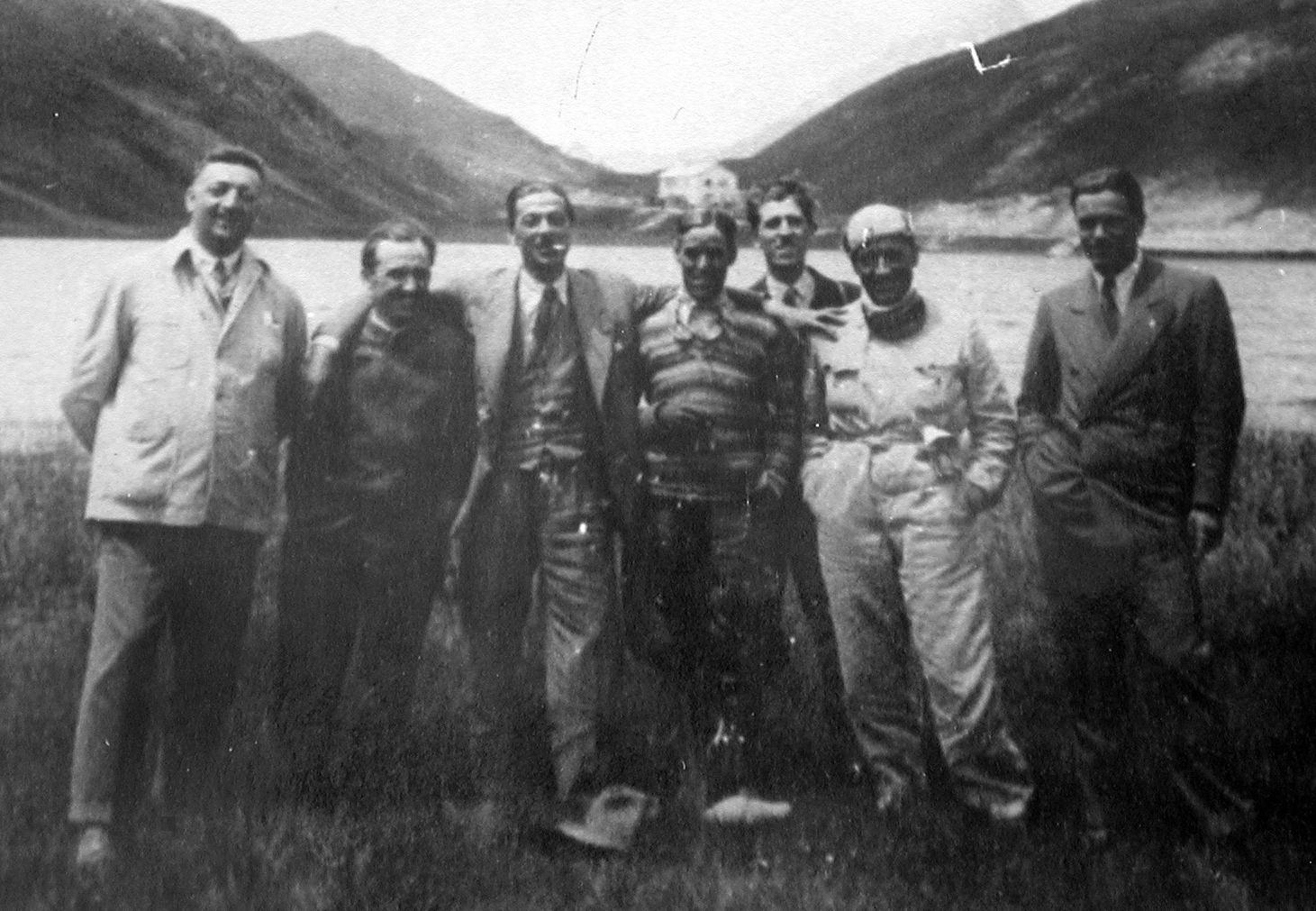
Piloții de curse Enzo Ferrari (primul din stânga), Tazio Nuvolari (4) și Achille Varzi (6) de la Alfa Romeo, cu Prospero Gianferrari (3), la Colle Maddalena (1930 sau 1931).

Alfa Romeo a acceptat să colaboreze cu echipa de curse a lui Ferrari până în 1933, când constrângerile financiare i-au forțat să-și retragă sprijinul – decizie retrasă ulterior datorită intervenției Pirelli. În ciuda calității piloților de la Scuderie, echipa s-a chinuit să se lupte cu Auto Union și Mercedes-Benz. Deși producătorii germani au dominat era, echipa Ferrari a obținut o victorie notabilă în 1935, când Tazio Nuvolari i-a învins pe Rudolf Caracciola și Bernd Rosemeyer pe terenul lor de acasă în Marele Premiu al Germaniei.
În 1937, Scuderia Ferrari a fost dizolvată și Ferrari s-a întors la echipa de curse a Alfa, numită Alfa Corse. Alfa Romeo a decis să recâștige controlul deplin asupra diviziei sale de curse, păstrându-l pe Ferrari în funcția de director sportiv. După un dezacord cu directorul general al Alfa, Ugo Gobbato, Ferrari a plecat în 1939 și a fondat Auto-Avio Costruzioni, o companie care furnizează piese altor echipe de curse. Deși o clauză contractuală l-a restricționat să concureze sau să proiecteze mașini timp de patru ani, Ferrari a reușit să producă două mașini pentru Mille Miglia din 1940, care au fost conduse de Alberto Ascari și Lotario Rangoni. Odată cu izbucnirea celui de-al Doilea Război Mondial, fabrica lui Ferrari a fost forțată să întreprindă producție de război pentru guvernul fascist al lui Mussolini. În urma bombardării Aliaților asupra fabricii, Ferrari s-a mutat de la Modena la Maranello. La sfârșitul războiului, Ferrari a decis să înceapă să producă mașini care să poarte numele său și a fondat Ferrari S.p.A. în 1947.

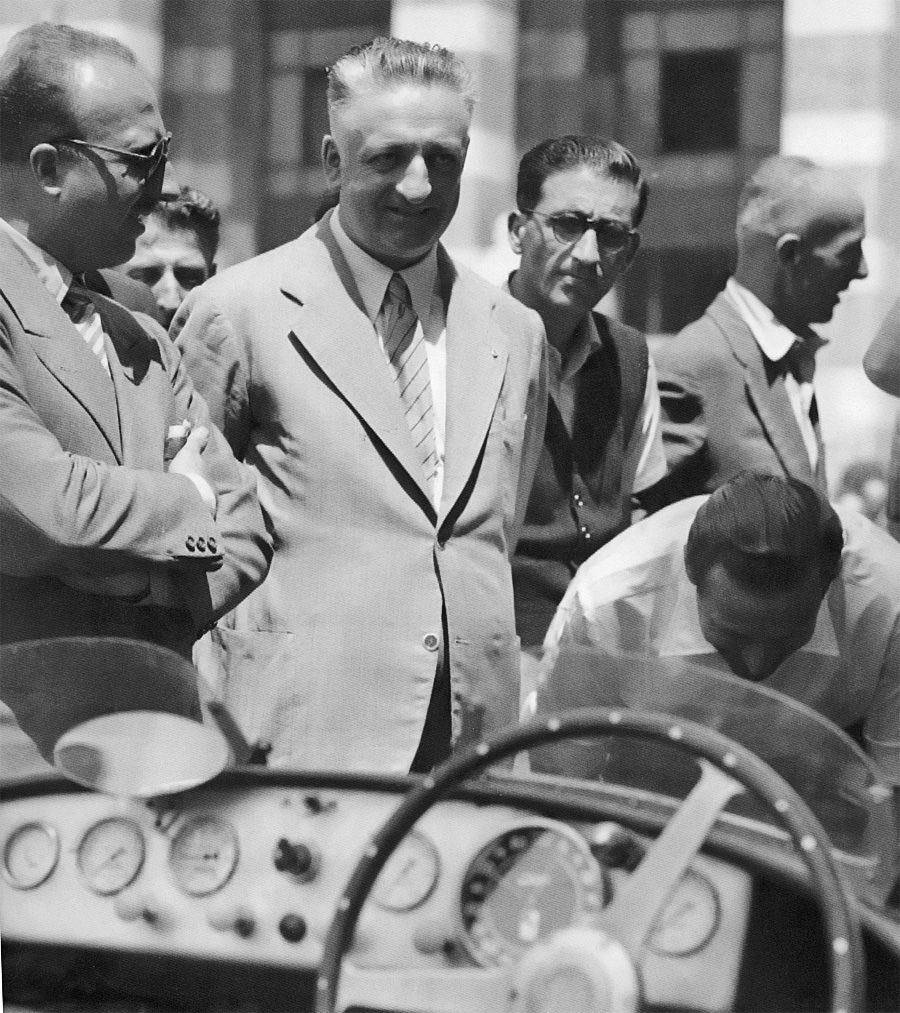
Ferrari în 1947.

Enzo a decis să se lupte cu Alfa Romeo dominatoare și să concureze cu propria lui echipă. Debutul echipei a avut loc la Torino în 1948, iar prima victorie a venit mai târziu în cursul anului în Lago di Garda. Prima victorie majoră a venit la Cursa de 24 de ore de la Le Mans din 1949, cu un Ferrari 166 MM condus de Luigi Chinetti și (baronul Selsdon al Scoției) Peter Mitchell-Thomson. În 1950, Ferrari s-a înscris în nou-creatul Campionat Mondial al Piloților și este singura echipă care a rămas permanent prezentă de la introducerea sa. Ferrari a câștigat primul său Mare Premiu de campionat mondial cu José Froilán González la Silverstone în 1951. Când echipa sa a învins în cele din urmă puternica Alfetta 159, Enzo a plâns ca un bebeluș. Primul titlu a venit în 1952, prin Alberto Ascari, performanță care s-a repetat un an mai târziu. În 1953, Ferrari a făcut singura sa încercare la Indianapolis 500. Pentru a-și finanța eforturile de curse în Formula 1, precum și în alte evenimente precum Mille Miglia și Le Mans, compania a început să vândă mașini sport.

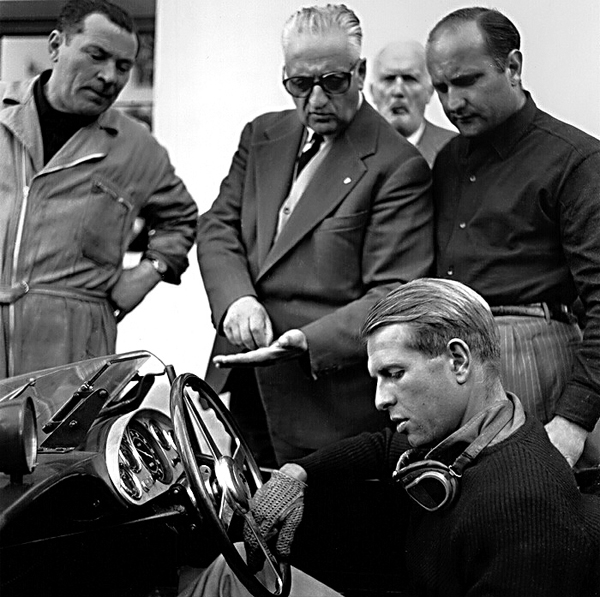
Ferrari discutând cu pilotul său, Peter Collins, în mai 1957.

Decizia lui Ferrari de a continua cursele în Mille Miglia a adus companiei noi victorii și a sporit considerabil recunoașterea publică. Cu toate acestea, viteza în creștere, drumurile proaste și protecția inexistentă a mulțimilor au provocat în cele din urmă un dezastru atât pentru cursă, cât și pentru Ferrari. În timpul Mille Miglia din 1957, lângă orașul Guidizzolo, un Ferrari 335 S de 4,0 litri condus de Alfonso de Portago circula cu 250 km/h când i-a explodat o anvelopă și s-a izbit de mulțimea de pe marginea drumului, ucigându-l pe de Portago, copilotul său și nouă spectatori, dintre care cinci copii. Ca răspuns, Enzo Ferrari și Englebert, producătorul de anvelope, au fost acuzați de ucidere din culpă într-o urmărire penală îndelungată, care a fost în cele din urmă respinsă în 1961.
Profund nemulțumit de felul în care sporturile cu motor au fost acoperite în presa italiană, în 1961 Ferrari a susținut decizia editorului din Bologna, Luciano Conti, de a începe o nouă publicație, Autosprint. Ferrari însuși a contribuit în mod regulat la revistă timp de câțiva ani.
Multe dintre cele mai mari victorii ale lui Ferrari au venit la Le Mans (nouă victorii, inclusiv șase la rând între 1960–1965) și în Formula 1 în anii 1950 și 1960, cu succesele lui Juan Manuel Fangio (1956), Mike Hawthorn (1958), și Phil Hill (1961).

### Marea Ieșire

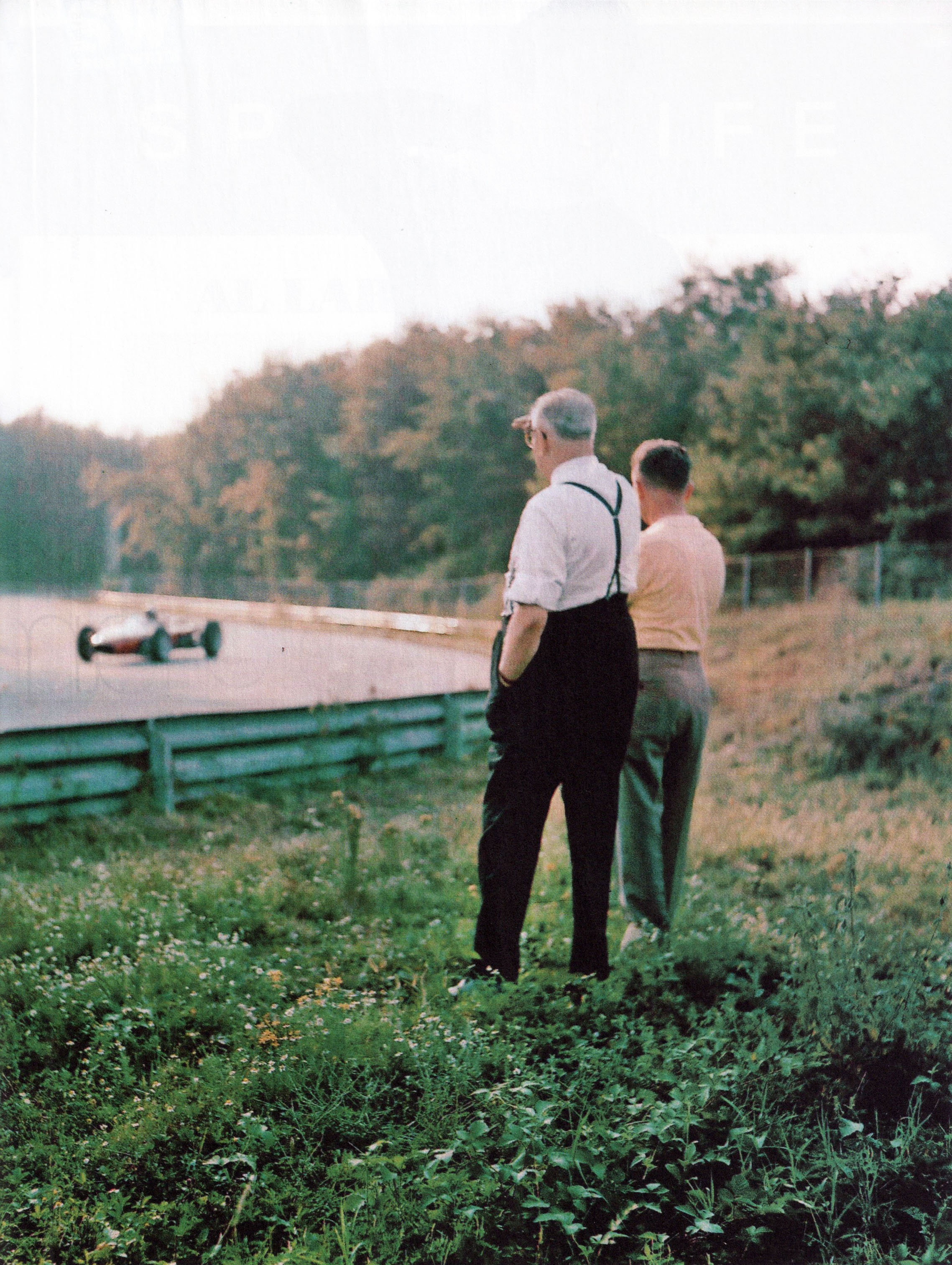
Enzo observând testarea unei mașini ale sale la Monza în 1962.

Personalitatea puternică și stilul de management controversat al lui Enzo Ferrari au devenit notorii în 1962. În urma unei apărări destul de slabe a titlului mondial al lui Phil Hill din 1961, managerul de vânzări Girolamo Gardini, împreună cu managerul Romolo Tavoni, inginerul șef Carlo Chiti, șeful dezvoltării mașinilor sport Giotto Bizzarrini și alte figuri cheie ale companiei au părăsit Ferrari pentru producătorul auto rival și echipa de curse Automobili Turismo e Sport (ATS). Cu sediul în Bologna și susținut financiar de contele Giovanni Volpi, ATS a reușit să-i ademenească pe Phil Hill și Giancarlo Baghetti de la Ferrari, care au răspuns promovând ingineri juniori precum Mauro Forghieri, Sergio Scaglietti și Gian Paolo Dallara, și angajându-l pe Ludovico Scarfiotti, Lorenzo Bandini, Willy Mairesse și John Surtees pentru a conduce mașinile de Formula 1.
„Marea ieșire” a venit într-un moment deosebit de dificil pentru Ferrari. La îndemnul lui Chiti, compania dezvolta un nou model bazat pe 250. Chiar dacă mașina ar fi fost terminată, nu era clar dacă ar putea fi condusă cu succes. Totuși, schimbarea lui Ferrari s-a dovedit a fi de succes. Mașinile Dino cu motor central au pus bazele dominantului 250 P al lui Forghieri, cu motor de 250. John Surtees a câștigat titlul mondial în 1964, după o luptă tensionată cu Jim Clark și Graham Hill. Mașinile de drum Dino s-au vândut bine, iar alte modele precum 275 și Daytona erau pe drum. În schimb, ATS, în urma unei campanii tulburi de Formula 1 în 1963, cu ambele mașini retrăgându-se de patru ori în cinci curse, s-a dizolvat la sfârșitul anului.
În 1998, Tavoni a declarat într-un interviu că el și restul personalităților de rang înalt ale Ferrari nu au plecat din proprie inițiativă, ci au fost înlăturați în urma unui dezacord cu Ferrari cu privire la rolul soției sale în companie. El a spus: „Greșeala noastră a fost să mergem la un avocat și să-i scriem o scrisoare, în loc să discutăm deschis problema cu el. Știam că soția lui nu este bine. Ar fi trebuit să putem trata asta într-un mod diferit. Când a convocat ședința pentru a ne concedia, deja numise succesorii noștri”.

### Fuzionarea cu Fiat

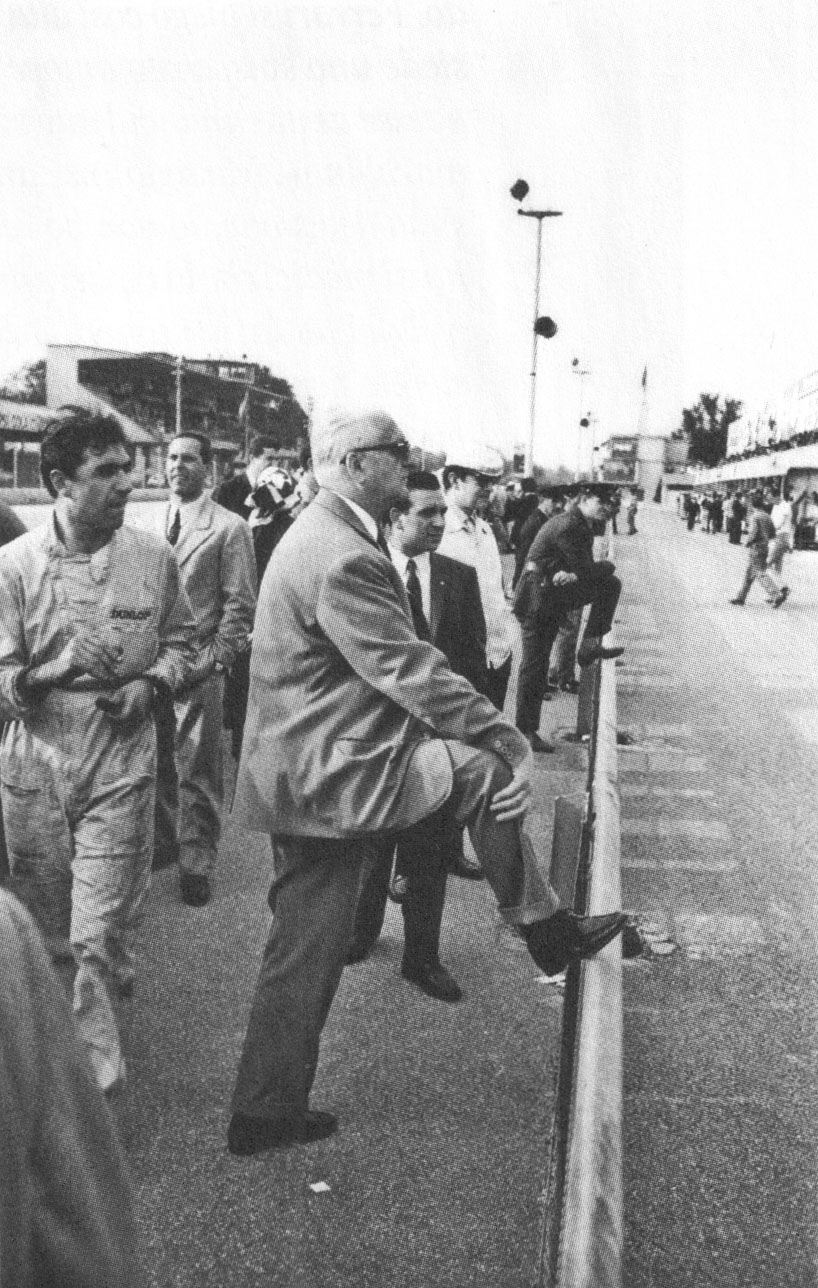
Ferrari la Monza în 1966.

Până la sfârșitul anilor 1960, dificultățile financiare tot mai mari, precum și problema participării în multe categorii și nevoia de a îndeplini noile cerințe de siguranță și emisii de aer curat pentru producția și dezvoltarea mașinilor rutiere, au făcut ca Ferrari să înceapă să caute un partener de afaceri. În 1969, Ferrari a vândut 50% din compania sa către Fiat S.p.A., cu avertismentul că va rămâne 100% în controlul activităților de curse și că Fiat va plăti o subvenție considerabilă până la moartea sa pentru a fi utilizată de fabricile sale de producție din Maranello și Modena. Ferrari i-a oferit anterior lui Ford oportunitatea de a cumpăra firma în 1963 pentru 18 milioane de dolari (159.319.565 de dolari în 2021), dar, târziu în negocieri, Ferrari s-a retras odată ce și-a dat seama că Ford nu va fi de acord să-i acorde controlul independent asupra departamentului de curse. Ferrari a devenit o societate pe acțiuni, iar Fiat a luat o mică acțiune în 1965. În 1969, Fiat și-a mărit participația la 50% din companie. În 1988, participația Fiat a crescut la 90%.

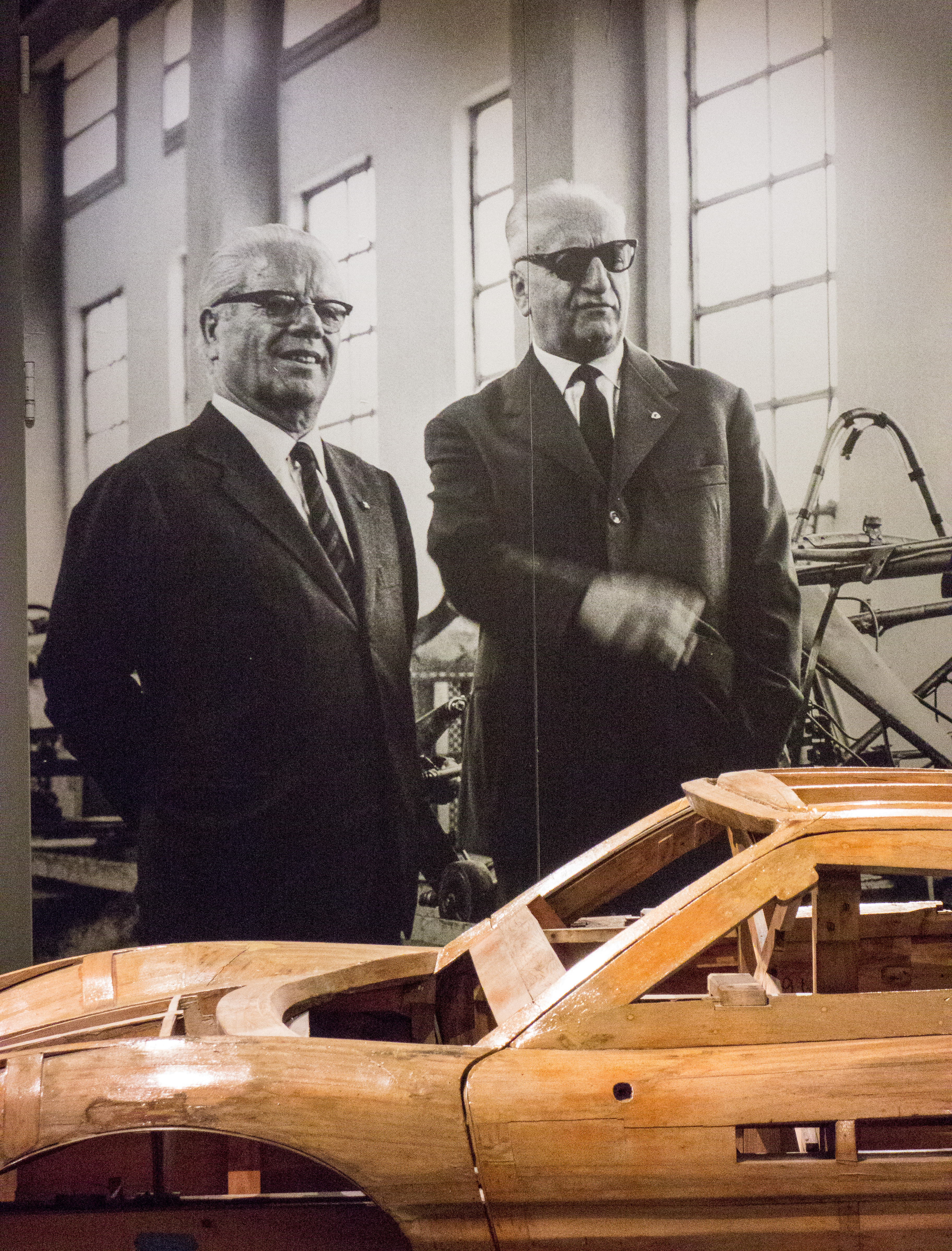
Enzo (dreapta), alături de Battista Farina (stânga) în 1966.

În urma acordului cu Fiat, Ferrari a demisionat din funcția de director general al diviziei de mașini rutiere în 1971. În 1974, Ferrari l-a numit pe Luca Cordero di Montezemolo în funcția de director sportiv/manager al echipei de Formula 1. Montezemolo a preluat în cele din urmă președinția Ferrari în 1992, post pe care l-a deținut până în septembrie 2014. Clay Regazzoni a terminat pe locul 2 în 1974, în timp ce Niki Lauda a câștigat campionatul în 1975 și 1977. În 1977, Ferrari a fost criticat în presă pentru că l-a înlocuit pe campionul mondial Lauda cu noul venit Gilles Villeneuve. Ferrari a susținut că stilul de condus agresiv al lui Villeneuve i-a amintit de Tazio Nuvolari. Aceste sentimente au fost întărite după Marele Premiu al Franței din 1979, când Villeneuve a terminat pe locul al doilea după o luptă intensă cu René Arnoux. Potrivit directorului tehnic Mauro Forghieri, „Când ne-am întors la Maranello, Ferrari a fost în extaz. Nu l-am văzut niciodată atât de fericit pentru un loc 2”.
La începutul anilor 1970, Ferrari, ajutat de colegii constructori din Modena, Maserati și Automobili Stanguellini, a cerut Consiliului Local Modena și Automobile Club d'Italia să modernizeze Autodromul Modena, raționamentul fiind că pista de curse era învechită și inadecvată pentru a testa mașinile de curse moderne. Propunerea a fost discutată inițial cu interes, dar în cele din urmă a fost blocată din cauza lipsei de voință politică. Ferrari a continuat apoi să cumpere terenul adiacent fabricii sale și să construiască Circuitul Fiorano, o pistă de 3 km încă folosită pentru a testa mașinile de curse și de stradă Ferrari.

### Ultimii ani

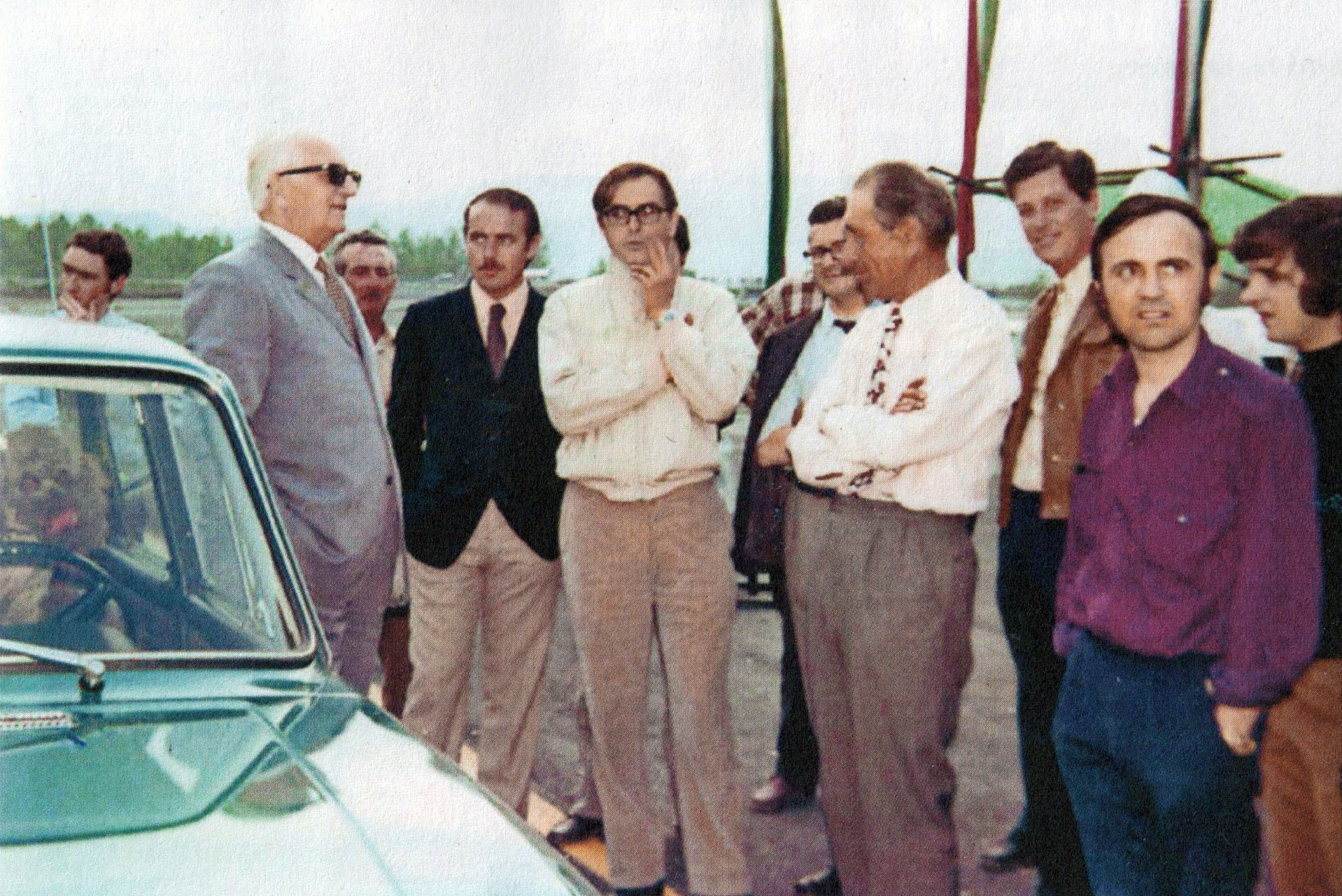
Enzo Ferrari și Gian Paolo Dallara (Varano de' Melegari).

După ce Jody Scheckter a câștigat titlul în 1979, echipa a cunoscut o campanie dezastruoasă în 1980. În 1981, Ferrari a încercat să revigoreze norocul echipei sale trecând la motoare turbo. În 1982, cel de-al doilea Ferrari cu motor turbo, 126C2, a arătat un mare potențial. Cu toate acestea, pilotul Gilles Villeneuve a decedat într-un accident în timpul ultimei sesiuni de antrenamente libere pentru Marele Premiu al Belgiei de la Zolder în mai. În august, la Hockenheim, coechipierul Didier Pironi și-a întrerupt cariera după un accident violent în care mașina sa s-a răsturnat, imediat după ce a lovit pe Alain Prost ce era la volanul unui Renault. Pironi conducea campionatul piloților la acea vreme; el avea să piardă conducerea și campionatul cu cinci puncte, în timp ce el a renunțat la celelalte cinci curse. Scuderia a continuat să câștige Campionatul Constructorilor la sfârșitul sezonului și, în 1983, cu pilotul René Arnoux în competiție pentru campionat până la ultima cursă. Michele Alboreto a terminat pe locul al doilea în 1985, dar echipa nu va mai vedea glorie în campionat înainte de moartea lui Ferrari în 1988. Ultima victorie pe care Enzo a văzut-o a fost cea obținută de Gerhard Berger în runda finală a sezonului 1987, în Australia, cu Alboreto terminând și el pe locul 2.

## Controverse de curse și management

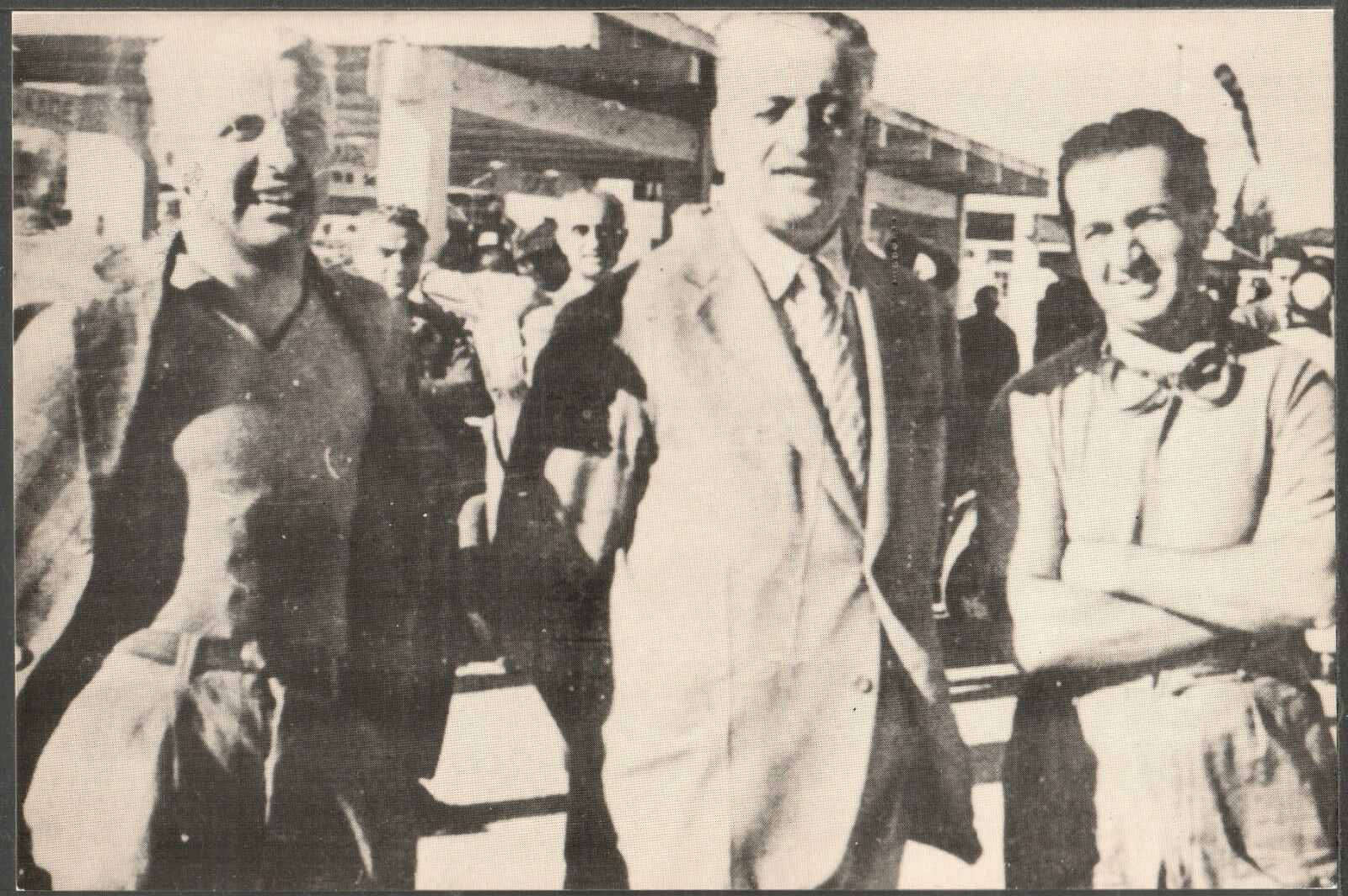
Ferrari alături de piloții săi, Luigi Villoresi (stânga) și Alberto Ascari (dreapta) în 1951.

Stilul de conducere al lui Ferrari era autocratic și se știa că îi punea pe piloți unul împotriva celuilalt în speranța de a le îmbunătăți performanța. Unii critici consideră că Ferrari a crescut în mod deliberat presiunea psihologică asupra piloților săi, încurajând rivalitățile intra-echipă și favorizând o atmosferă de competiție intensă pentru poziția de pilot numărul unu. „S-a gândit că presiunea psihologică va produce rezultate mai bune pentru piloți”, a spus pilotul echipei Ferrari, Tony Brooks. „El se aștepta ca un pilot să depășească limitele rezonabile... Poți conduce la maximum, dar odată ce începi să te presezi să faci lucruri de care nu simți că sunt în limitele abilităților tale, devine stupid. Era destul pericol în acel moment chiar și fără a depăși limita.” Potrivit lui Mario Andretti, „[Ferrari] a cerut doar rezultate. Dar el era un tip care înțelegea și când mașinile aveau defecte. Era unul care putea întotdeauna să aprecieze efortul pe care îl depunea un pilot. El știa și a văzut asta. Era all-in. Nu avea alt interes pentru viață în afara curselor cu motor și toate complexitățile acesteia. Cumva înțeles greșit în multe privințe, pentru că era atât de exigent, atât de dur cu toată lumea, dar la sfârșitul zilei avea dreptate. Întotdeauna corect. Și de aceea aveai respectul neclintit pentru el."

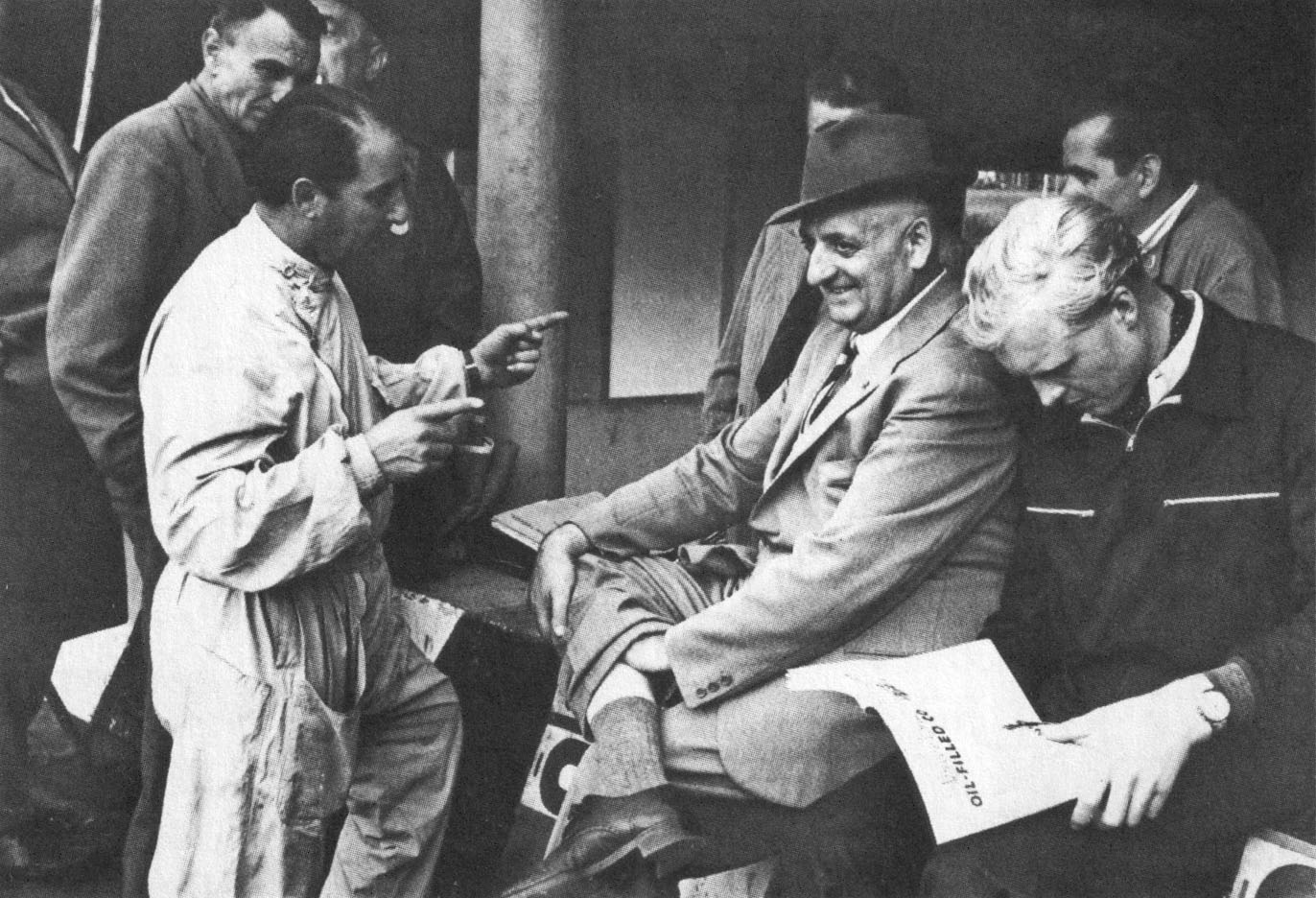
Ferrari împreună cu pilotul britanic Mike Hawthorn (dreapta) în 1952.

Între 1955 și 1971, opt piloți Ferrari au fost uciși la volanul mașinilor de curse Ferrari: Alberto Ascari, Eugenio Castellotti, Alfonso de Portago, Luigi Musso, Peter Collins, Wolfgang von Trips, Lorenzo Bandini și Ignazio Giunti. Deși un număr atât de mare de morți nu era neobișnuit în cursele cu motor din acele zile, ziarul vatican L'Osservatore Romano a descris Ferrari ca fiind ca zeul Saturn, care și-a consumat proprii fii. În apărarea lui Ferrari, pilotul de curse de F1 contemporan, Stirling Moss, a comentat: „Nu mă pot gândi la o singură ocazie în care viața unui pilot (Ferrari) a fost luată din cauza unei defecțiuni mecanice”.
În public, Ferrari a avut grijă să recunoască piloții care și-au riscat viața pentru echipa sa, insistând că laudele ar trebui împărțite în mod egal între mașină și pilot pentru orice cursă câștigată. Cu toate acestea, prietenul său de multă vreme și contabilul companiei, Carlo Benzi, a relatat că, în privat, Ferrari spunea că „mașina a fost motivul oricărui succes”.
După moartea lui Giuseppe Campari în 1933 și a lui Alberto Ascari în 1955, ambii cu care a avut o relație personală puternică, a ales să nu se apropie prea mult de piloții săi, de teamă să nu se rănească emoțional. Mai târziu în viață, el și-a cedat poziția și s-a apropiat foarte mult de Clay Regazzoni și mai ales de Gilles Villeneuve.

## Viața personală

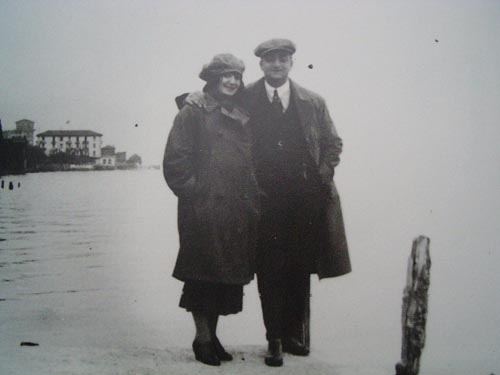
Enzo alături de soția sa Laura Garello.

Enzo Ferrari a petrecut o viață rezervată și rareori a acordat interviuri. Rareori a părăsit Modena și Maranello și nu a mers niciodată la niciun Mare Premiu în afara Italiei după anii 1950. El era văzut de obicei la Marele Premiu de la Monza, lângă Milano și/sau Imola, nu departe de fabrica Ferrari, unde circuitul a fost numit după regretatul Dino. Ultima sa călătorie cunoscută în străinătate a fost în 1982, când a mers la Paris pentru a negocia un compromis între părțile aflate în conflict, FISA și FOCA. Nu a zburat niciodată într-un avion și nu a pus piciorul într-un lift.

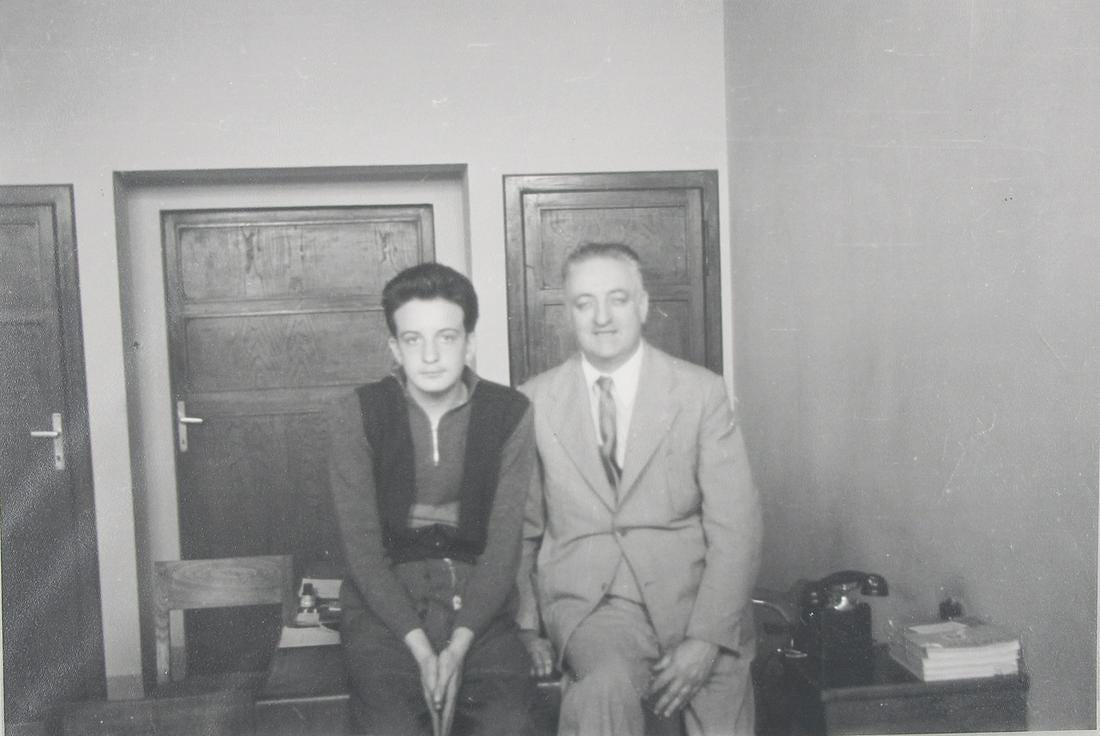
Enzo și primul său fiu Dino în 1947.

S-a căsătorit cu Laura Domenica Garello (c. 1900–1978) la 28 aprilie 1923, și au rămas căsătoriți până la moartea ei. Ei au avut un fiu, Alfredo „Dino”, care s-a născut în 1932 și s-a îngrijit ca succesorul lui Enzo, dar acesta a suferit de sănătate și a murit de distrofie musculară în 1956. Enzo a avut un al doilea fiu, Piero, cu amanta sa Lina Lardi în 1945. Întrucât divorțul era ilegal în Italia până în 1975, Piero a putut fi recunoscut drept fiul lui Enzo numai după moartea Laurei în 1978. Piero este în prezent vicepreședintele companiei Ferrari cu o acțiune de 10%.
Ferrari a fost numit Cavaliere del Lavoro în 1952, pentru a adăuga onorurile sale de Cavaliere și Commendatore în anii 1920. De asemenea, a primit o serie de diplome onorifice, inclusiv Premiul Hammarskjöld în 1962, Premiul Columbus în 1965 și Premiul De Gasperi în 1987. A fost inclus postmortem în Internațional Motorsports Hall of Fame (1994) și Automotive Hall of Fame (2000).

### Moartea
Ferrari a murit pe 14 august 1988, la Maranello, la vârsta de 90 de ani. Nu a fost dată nicio cauză a morții. Moartea sa a fost făcută publică doar două zile mai târziu, la cererea lui Enzo, pentru a compensa înregistrarea târzie a nașterii sale. El a asistat la lansarea Ferrari F40 cu puțin timp înainte de moartea sa, care a fost dedicat ca simbol al realizărilor sale. În 2002, Ferrari a început producția modelului Enzo, numit după fondatorul ei.
Marele Premiu al Italiei a avut loc la doar câteva săptămâni după moartea lui Ferrari, iar rezultatul a fost o clasare 1–2 pentru Scuderia Ferrari, cu austriacul Gerhard Berger în fruntea italianului și originar din Milano, Michele Alboreto; a fost singura cursă pe care McLaren nu a câștigat-o în acel sezon. De la moartea lui Ferrari, echipa Scuderia Ferrari a rămas de succes. Echipa a câștigat Campionatul Constructorilor în fiecare an, din 1999 până în 2004, și atât în 2007, cât și în 2008. Michael Schumacher a câștigat Campionatul Mondial al Piloților cu Scuderia Ferrari în fiecare an din 2000 până în 2004, iar Kimi Räikkönen a câștigat titlul cu echipa în 2007 .

## În cultura populară
Filmul Ferrari din 2003 a fost bazat pe viața lui. Este interpretat de Sergio Castellitto. Augusto Dallara l-a jucat pe Enzo într-un mic rol în filmul Rush din 2013. În filmul din noiembrie 2019 Ford v Ferrari, Ferrari este interpretat de actorul italian Remo Girone. Gabriel Byrne l-a interpretat pe Enzo Ferrari în filmul din 2022, Lamborghini: Omul din spatele legendei. Viitorul film Ferrari din 2023 se bazează pe viața lui. În august 2015, s-a raportat că Christian Bale îl va juca pe Enzo Ferrari, dar a renunțat pe 15 ianuarie 2016 din cauza problemelor de sănătate. În martie 2017, Hugh Jackman l-a înlocuit pe Bale pentru a juca rolul lui Enzo în filmul biografic al lui Michael Mann. Din februarie 2022, a fost confirmat că Adam Driver va juca rolul lui Enzo, în locul lui Jackman.[29] În aprilie 2015, Robert De Niro și-a declarat, de asemenea, interesul de a juca rolul lui Enzo Ferrari într-un film biografic.
O glumă populară printre fanii fotbalului este aceea că fotbalistul german Mesut Özil este reîncarnarea lui Enzo Ferrari, Özil semănând izbitor cu Ferrari, fiind născut la două luni după moartea lui Enzo.